# Dendrobium macfarlanei
Dendrobium macfarlanei är en orkidéart som beskrevs av Ferdinand von Mueller. Dendrobium macfarlanei ingår i släktet Dendrobium, och familjen orkidéer. Inga underarter finns listade i Catalogue of Life.